# Quan hệ Tòa Thánh – Trung Quốc
Chưa có quan hệ chính thức nào của Cộng hòa Nhân dân Trung Hoa - Tòa Thánh kể từ năm 1951. Tuy nhiên, vào tháng 9 năm 2018, Trung Quốc và Toà Thánh đã ký một thỏa thuận cho phép Giáo hoàng bổ nhiệm và phủ quyết các giám mục được Đảng Cộng sản Trung Quốc phê chuẩn.
Chính phủ Bắc Kinh đã phá vỡ quan hệ ngoại giao với Tòa Thánh vào năm 1951 sau một vụ việc phức tạp. Trong suốt năm 1950 và 1951, Trung Quốc đã gây áp lực lên Vatican bằng cách đe dọa thiết lập "Giáo hội Công giáo độc lập" ly khai, nhưng nhiều linh mục phản đối phong trào và Chu Ân Lai đã tìm kiếm một nền tảng trung gian.

## Thỏa thuận Tòa thánh - Trung Quốc
Vào ngày 22 tháng 9 năm 2018, Trung Quốc và Vatican đã ký một thỏa thuận lịch sử liên quan đến các cuộc bổ nhiệm giám mục tại Trung Quốc. Bộ Ngoại giao Trung Quốc cho biết trong một tuyên bố cho biết thỏa thuận đóng vai trò duy trì thông tin liên lạc và làm việc để cải thiện quan hệ giữa hai bên. Tuy nhiên, thỏa thuận này không nhằm mục đích không thiết lập quan hệ ngoại giao giữa Vatican và Trung Quốc. Vatican hiện có quan hệ ngoại giao với Đài Loan, đất nước mà Trung Quốc không công nhận. Phát ngôn viên Vatican Greg Burke, phát biểu tại Lithuania, mô tả thỏa thuận là "không mang tính chính trị nhưng mang tính chất mục vụ, cho phép các tín hữu có các giám mục đang hiệp thông với Rôma nhưng đồng thời được chính quyền Trung Quốc công nhận." thỏa thuận nói rằng Trung Quốc sẽ giới thiệu các Giám mục trước khi được Giáo hoàng bổ nhiệm, cũng quy định rằng Giáo hoàng có thẩm quyền phủ quyết bất kỳ Giám mục nào mà Trung Quốc đề xuất. Khi thỏa thuận được ký kết, Giáo hoàng Phanxicô giải vạ tuyệt thông cho bảy giám mục đã được Bắc Kinh chỉ định, và một giám mục đã qua đời, người đã nhận lãnh chức giám mục mà không có sự chấp thuận của giáo hoàng.